# Casa de Simplício Dias
A Casa de Simplício Dias, também conhecida como Casa Grande, é um casarão histórico construído no ano de 1758 por Domingos Dias da Silva, para residência própria e de sua família. Nesta casa foi o local de nascimento de Simplício Dias da Silva, filho de Domingos Dias da Silva. O casarão localiza-se na cidade de Parnaíba, no estado do Piauí. É um patrimônio histórico tombado pelo Fundação Cultural do Piauí (FUNDAC), na data de 29 de outubro de 2008, sob o processo de nº 13.337.
Entre os anos 2010 e 2012, o casarão passou por restauração para sediar o Escritório Técnico do Instituto do Patrimônio Histórico e Artístico Nacional.(IPHAN) e a Superintendência de Cultura do Município. A Prefeitura de Parnaíba está estudando projetos para o casarão abrigar um museu

## Arquitetura
De arquitetura colonial, o casarão possui três pavimentos. O primeiro pavimento foi destinado ao comércio e os pavimentos superiores para uso residencial. As paredes externas foram construídas com alvenaria de adobe e pedra e o telhado de três águas foi construído com estrutura em madeira e telhas de cerâmica tipo canal. Os vãos das portas e janelas possuíam vergas com arcos na parte superior. Na quina da fachada do imóvel foi construído um oratório público feito em pedra de Lioz, trazido de Portugal, que existe até os dias atuais, e a casa tinha passagem com acesso exclusivo à Igreja Matriz e à Catedral de Nossa Senhora da Divina Graça. O imóvel passou por alterações conforme a necessidade de proprietários que passaram pela casa.

## Galeria

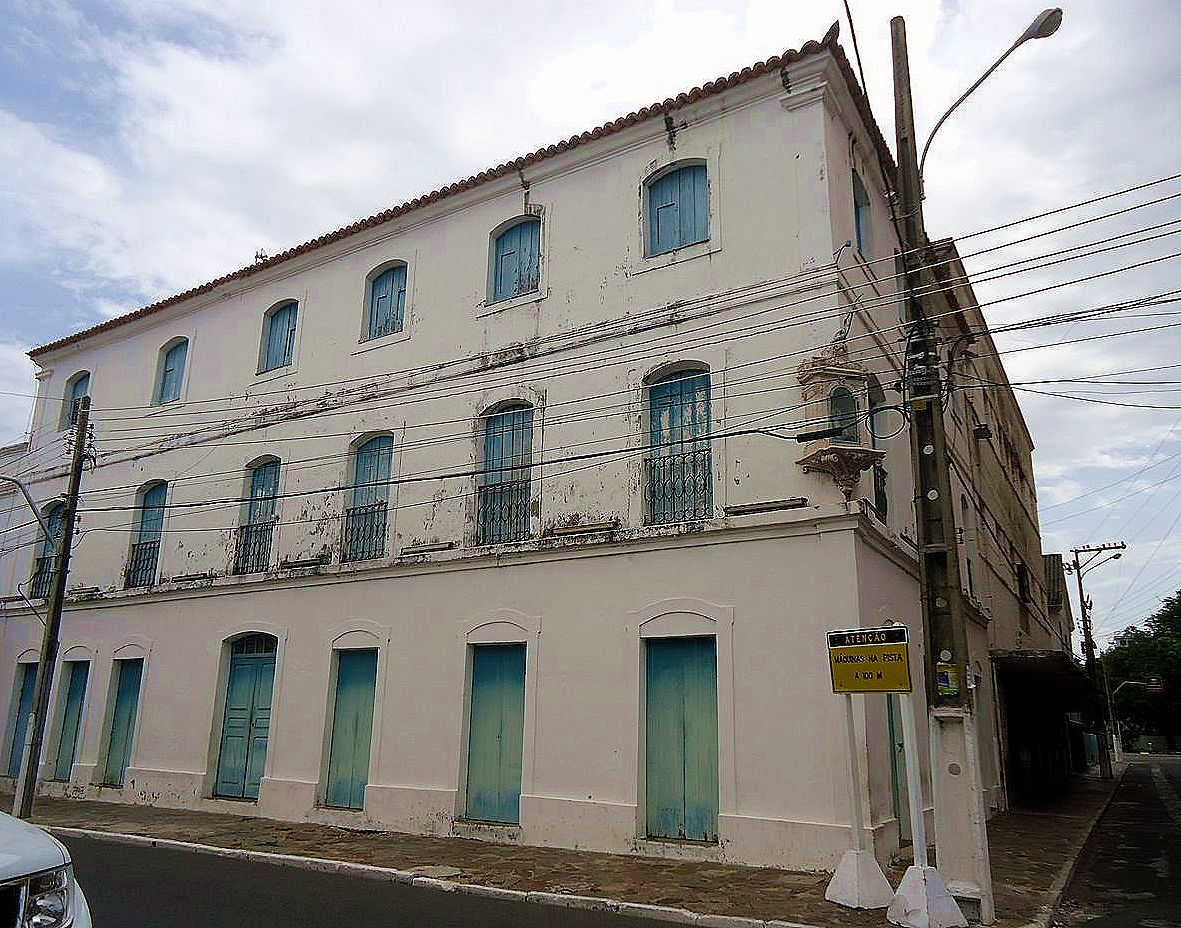
Imagem do palacete em 2018.
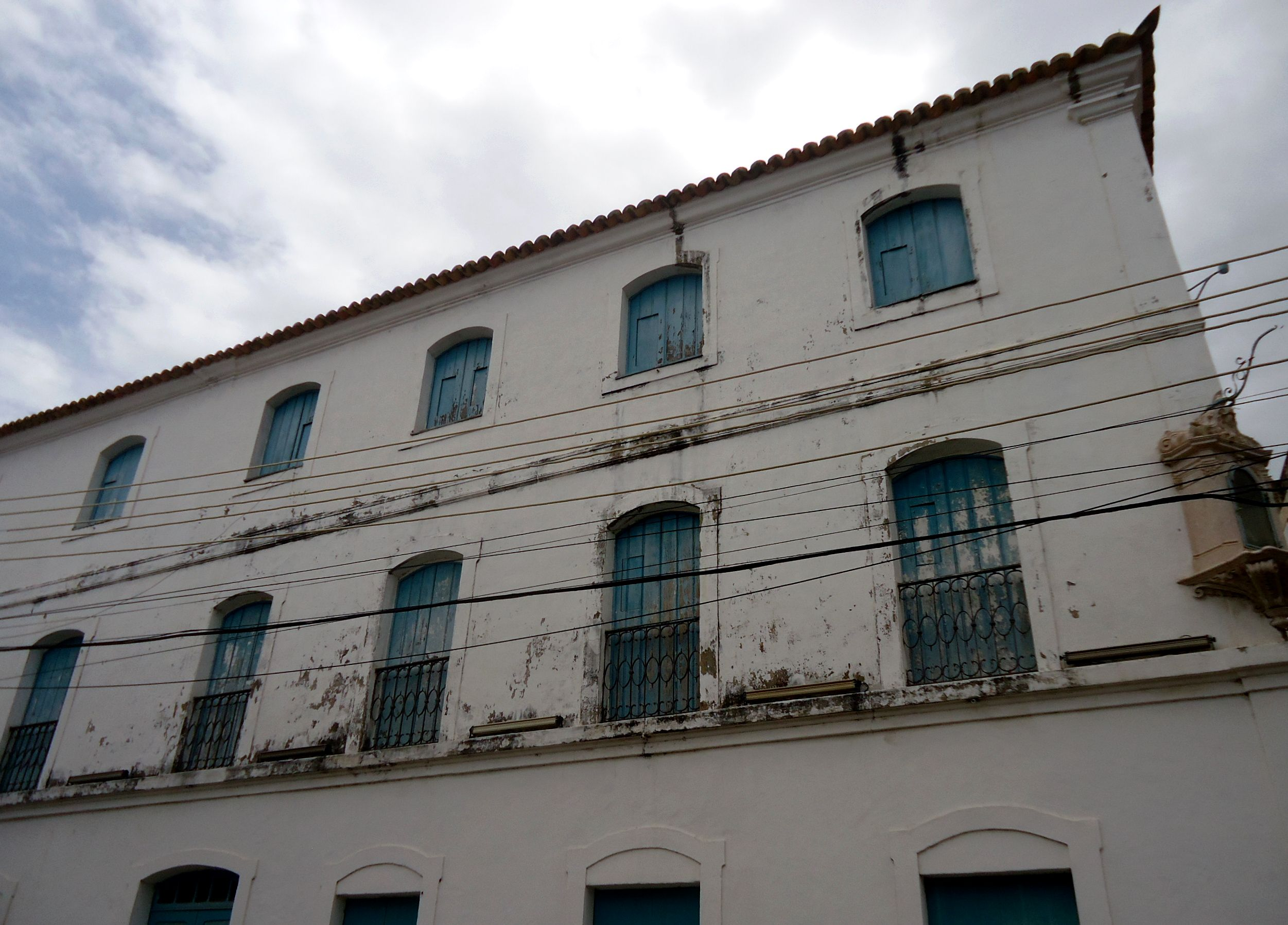
Detalhe dos andares superiores.